# Via Popillia-Annia

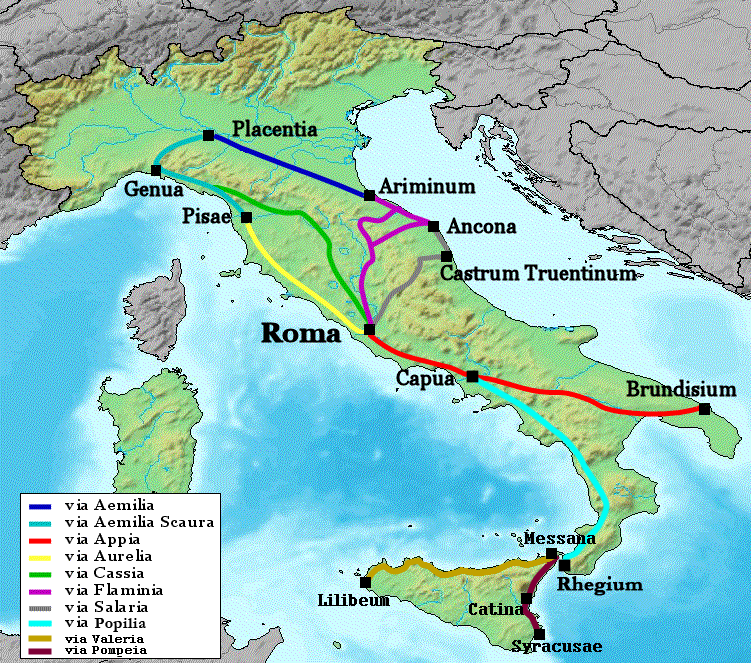
Drogi rzymskie w Italii – Via Popillia-Annia nie zaznaczona

Via Popillia-Annia lub Via Popilia-Annia – antyczna droga rzymska, która biegła wzdłuż brzegów Adriatyku, przez dzisiejszy region Wenecja Euganejska.
Jej budowę rozpoczęto w 132 r. p.n.e. za konsula Publiusza Popiliusza Laenasa w celu zapewnienia wygodnej komunikacji z twierdzą Akwileja, założoną w r. 181/180 p.n.e. w czasie wojen z plemionami illiryjskimi, a rozwijającą się jako ośrodek handlowy. Była przedłużeniem Via Flaminia i biegła z Ariminum (dzisiejsze Rimini) na północ, przez portową wówczas Hadrię i Rawennę do Akwilei.
Obecnie nazwa ta oznacza też ulicę w Rimini.
Droga o podobnej nazwie Via Popillia łączyła Kapuę z Reggio di Calabria nad Cieśniną Mesyńską.